# Acer auritum
Acer auritum é uma espécie de árvore do gênero Acer, pertencente à família Aceraceae.